# Huis met de Vazen (Assen)
Het Huis met de Vazen is een 19e-eeuws woonhuis in de Nederlandse stad Assen. Het pand valt sinds 1997 binnen het beschermd stadsgezicht.

## Geschiedenis
Heike Westra (1853-1915) begon in 1875 een zeepziederij aan de Vaart. Hij was 21 jaar, in die tijd nog minderjarig, de kantonrechter verleende hem handlichting. Westra liet later naast zijn bedrijf een eclectisch, eenlaags woonhuis bouwen, op de hoek met Het Kanaal. Het is in 1885 ontworpen door architect J. van Houten. Het huis is schuin op de Vaart georiënteerd en wordt in de volksmond Huis met de Vazen genoemd, vanwege de twee vazen met obelisken boven de centrale entreepartij.

## Beschrijving
Het huis is opgetrokken in rode baksteen met een gepleisterde onderbouw en decoratieve speklaag. Het afgeknot schilddak is gedekt met Friese pannen. Het pand staat op een onregelmatige, zeszijdige plattegrond, het vooraanzicht is echter symmetrisch. Het middelste deel van de gevel, met daarin de entreepartij, steekt licht vooruit. Een kleine stoep leidt naar een paneelvleugeldeur met bovenlicht, die wordt omlijst door gepleisterde blokken. Aan weerszijden van de deur is een rondboogvenster geplaatst. De risaliet wordt beëindigd door een entablement met consoles en een gepleisterde dakkapel met bolbekroning. Twee vazen met daarin obelisken, staan aan weerszijden op een attiek. In beide zijgevels zijn twee vensters geplaatst.

## Waardering
Het huis werd in 1994 aangewezen als rijksmonument. Het monumentenregister vermeldt: "Het opvallende huis is een karakteristiek en vrij gaaf voorbeeld van voor de bouwtijd representatieve woonhuisarchitectuur voor de gegoede burgerij en heeft derhalve architectuurhistorische waarde. Het beeldbepalende pand maakt deel uit van de waardevolle, tot het beschermde stadsgezicht behorende, grotendeels negentiende en vroeg-twintigste-eeuwse bebouwing aan de Vaart en heeft derhalve tevens grote ensemblewaarde."